# اگوا
اگوا (به لاتین: Agoua) یک منطقهٔ مسکونی در بنین است که در استان کالینس واقع شده‌است.

## خصوصیات
اگوا ۶٬۲۷۶ نفر جمعیت دارد.